# Farhad Badalbeyli
 (décembre 2020).
Farhad Badalbeyli (en azeri : Fərhad Şəmsi oğlu Bədəlbəyli), née le 27 décembre 1947 à Bakou, est un pianiste et compositeur azerbaïdjanais.

## Biographie
Farhad Shamsi oglu Badalbeyli naît le 27 décembre 1947 à Bakou dans le RSS d'Azerbaïdjan. Il est le fils de l'acteur et réalisateur Chamsi Badalbeyli.
Badalbeyli est lauréat du titre d'Artiste du peuple de la RSS d'Azerbaïdjan en 1978, puis de celui d'Artiste du peuple de l'URSS en 1990. Il est aussi lauréat du prix d'État de la RSS d'Azerbaïdjan (1986) et recteur de l'Académie de musique Hadjibeyov de Bakou.

## Concours internationaux
De 1965 à 1969, il étudie au Conservatoire Hajibeyov dans la classe du professeur M. R. Brenner. Il continue ensuite ses études à l'école supérieure du Conservatoire Tchaïkovski dans la classe du professeur agrégé Bella Davidovitch de 1969 à 1971.
Farhad Badalbeyli participe au concours international B. Smetana de l'année 1967 en Tchécoslovaquie[Quand ?]
Il obtient le 3e prix au Concours international de piano de Lisbonne, au Portugal, en 1968.

## Activité publique
De 1986 à 1989, Farhad Badalbeyli est le premier vice-président du conseil d'administration de la société musicale d'Azerbaïdjan.
C'est à son initiative que le Centre d'art de Bakou (qu'il dirige entre 1987 et 1996) et la Société des figures musicales d'Azerbaïdjan (dont il est président depuis 1989) sont créés.
Depuis 1995, il est membre de la Fondation des amis de la culture azerbaïdjanaise. 
Depuis 1971, il enseigne au Conservatoire d'État d'Azerbaïdjan (professeur associé depuis 1976, professeur depuis 1983). Depuis 1991, il est recteur de l'Académie de musique Hajibeyov de Bakou.